# Laborde (Hautes-Pyrénées)
Pour les articles homonymes, voir Laborde.
Laborde (Era Bòrda en occitan) est une commune française située dans le centre du département des Hautes-Pyrénées, en région Occitanie. Sur le plan historique et culturel, la commune est dans la région des Baronnies, dont le nom est issu d’une légende selon laquelle quatre seigneurs du Moyen Âge avaient pour habitude de festoyer ensemble aux sources de l’Arros, chacun d’eux gardant un pied sur sa terre et l’autre sur celle du voisin.
Exposée à un climat océanique altéré, elle est drainée par l'Arros, l'Ayguette et par deux autres cours d'eau. La commune possède un patrimoine naturel remarquable composé de deux zones naturelles d'intérêt écologique, faunistique et floristique.
Laborde est une commune rurale qui compte 84 habitants en 2022, après avoir connu un pic de population de 607 habitants en 1872. Elle fait partie de l'aire d'attraction de Lannemezan..
Ses habitants sont appelés les Labordais.

## Géographie

### Localisation
La commune de Laborde se trouve dans le département des Hautes-Pyrénées, en région Occitanie.
Commune du piémont pyrénéen, elle se situe à 29 km à vol d'oiseau de Tarbes, préfecture du département, à 13 km de Bagnères-de-Bigorre, sous-préfecture, et à 8 km de Capvern, bureau centralisateur du canton de Neste, Aure et Louron dont dépend la commune depuis 2015 pour les élections départementales.
La commune fait en outre partie du bassin de vie de Lannemezan.
Les communes les plus proches sont : 
Lomné (1,2 km), Arrodets (1,4 km), Esparros (1,7 km), Bulan (1,9 km), Espèche (3,0 km), Batsère (3,3 km), Asque (3,8 km), Labastide (4,3 km).
Sur le plan historique et culturel, Laborde fait partie de la région des Baronnies, dont le nom est issu d’une légende selon laquelle quatre seigneurs du Moyen Âge (les barrons d’Esparros et de Lomné, le vicomte d’Asté et le sire d’Uzer) avaient pour habitude de festoyer ensemble aux sources de l’Arros, chacun d’eux gardant un pied sur sa terre et l’autre sur celle du voisin.
| Bulan                      | Lomné                             | Lataillade (Esparros) |
| Arrodets                   | Laborde                           | Esparros              |
| Pic de Montégut (Esparros) | Pic de Carroc (1020 m) (Esparros) | Bioussa (Esparros)    |

### Paysages et relief
Le pic du Midi de Bigorre (2 876 m) n’est qu’à 19 km à vol d’oiseau. La commune, comptant 181 hectares, est peu étendue, compte tenu de la moyenne du département qui est de 950 hectares. Elle est bordée au nord par Lomné, à l'est par Esparros, et à l'ouest par Arrodets et Bulan. Son sous-sol est formé de calcaires aptiens et de schistes albiens.
Laborde possède plusieurs grottes :
- la grotte du Bouchet, ou Cap det Caminaou (où furent découverts les squelettes et poteries du néolithique) ;
- la grotte de l'Alabén ;
- la Tuta dets Gachassans ;
- Houn de Laborde.

### Hydrographie
La commune est dans le bassin de l'Adour, au sein du bassin hydrographique Adour-Garonne. Elle est drainée par l'Arros, L'Ayguette, L'Aube et par un petit cours d'eau, constituant un réseau hydrographique de 2 km de longueur totale,.
L'Arros, d'une longueur totale de 130,8 km, prend sa source dans la commune d'Esparros et s'écoule vers le nord. Il traverse la commune et se jette dans l'Adour à Izotges, après avoir traversé 54 communes.

### Climat
Le climat qui caractérise la commune est qualifié, en 2010, de « climat océanique altéré », selon la typologie des climats de la France qui compte alors huit grands types de climats en métropole. En 2020, la commune ressort du même type de climat dans la classification établie par Météo-France, qui ne compte désormais, en première approche, que cinq grands types de climats en métropole. Il s’agit d’une zone de transition entre le climat océanique et les climats de montagne et le climat semi-continental. Les écarts de température entre hiver et été augmentent avec l'éloignement de la mer. La pluviométrie est plus faible qu'en bord de mer, sauf aux abords des reliefs.
Les paramètres climatiques qui ont permis d’établir la typologie de 2010 comportent six variables pour les températures et huit pour les précipitations, dont les valeurs correspondent à la normale 1971-2000. Les sept principales variables caractérisant la commune sont présentées dans l'encadré ci-après.
| Paramètres climatiques communaux sur la période 1971-2000 - Moyenne annuelle de température : 11,6 °C - Nombre de jours avec une température inférieure à −5 °C : 3,9 j - Nombre de jours avec une température supérieure à 30 °C : 5,6 j - Amplitude thermique annuelle : 14,3 °C - Cumuls annuels de précipitation : 1 118 mm - Nombre de jours de précipitation en janvier : 10,1 j - Nombre de jours de précipitation en juillet : 8,1 j |

Avec le changement climatique, ces variables ont évolué. Une étude réalisée en 2014 par la Direction générale de l'Énergie et du Climat complétée par des études régionales prévoit en effet que la  température moyenne devrait croître et la pluviométrie moyenne baisser, avec toutefois de fortes variations régionales. Ces changements peuvent être constatés sur la station météorologique de Météo-France la plus proche, « Artigues », sur la commune de Campan, mise en service en 1959 et qui se trouve à 10 km à vol d'oiseau,, où la température moyenne annuelle est de 7,7 °C et la hauteur de précipitations de 1 220,8 mm pour la période 1981-2010.
Sur la station météorologique historique la plus proche, « Tarbes-Lourdes-Pyrénées », sur la commune d'Ossun, mise en service en 1946 et à 31 km, la température moyenne annuelle évolue de 12,2 °C pour la période 1971-2000, à 12,6 °C pour 1981-2010, puis à 12,9 °C pour 1991-2020.

### Milieux naturels et biodiversité
L’inventaire des zones naturelles d'intérêt écologique, faunistique et floristique (ZNIEFF) a pour objectif de réaliser une couverture des zones les plus intéressantes sur le plan écologique, essentiellement dans la perspective d’améliorer la connaissance du patrimoine naturel national et de fournir aux différents décideurs un outil d’aide à la prise en compte de l’environnement dans l’aménagement du territoire.
Une ZNIEFF de type 1 est recensée sur la commune :
le « réseau hydrographique des Baronnies » (390 ha), couvrant 35 communes du département et une ZNIEFF de type 2, : 
les « Baronnies » (20 367 ha), couvrant 43 communes du département.

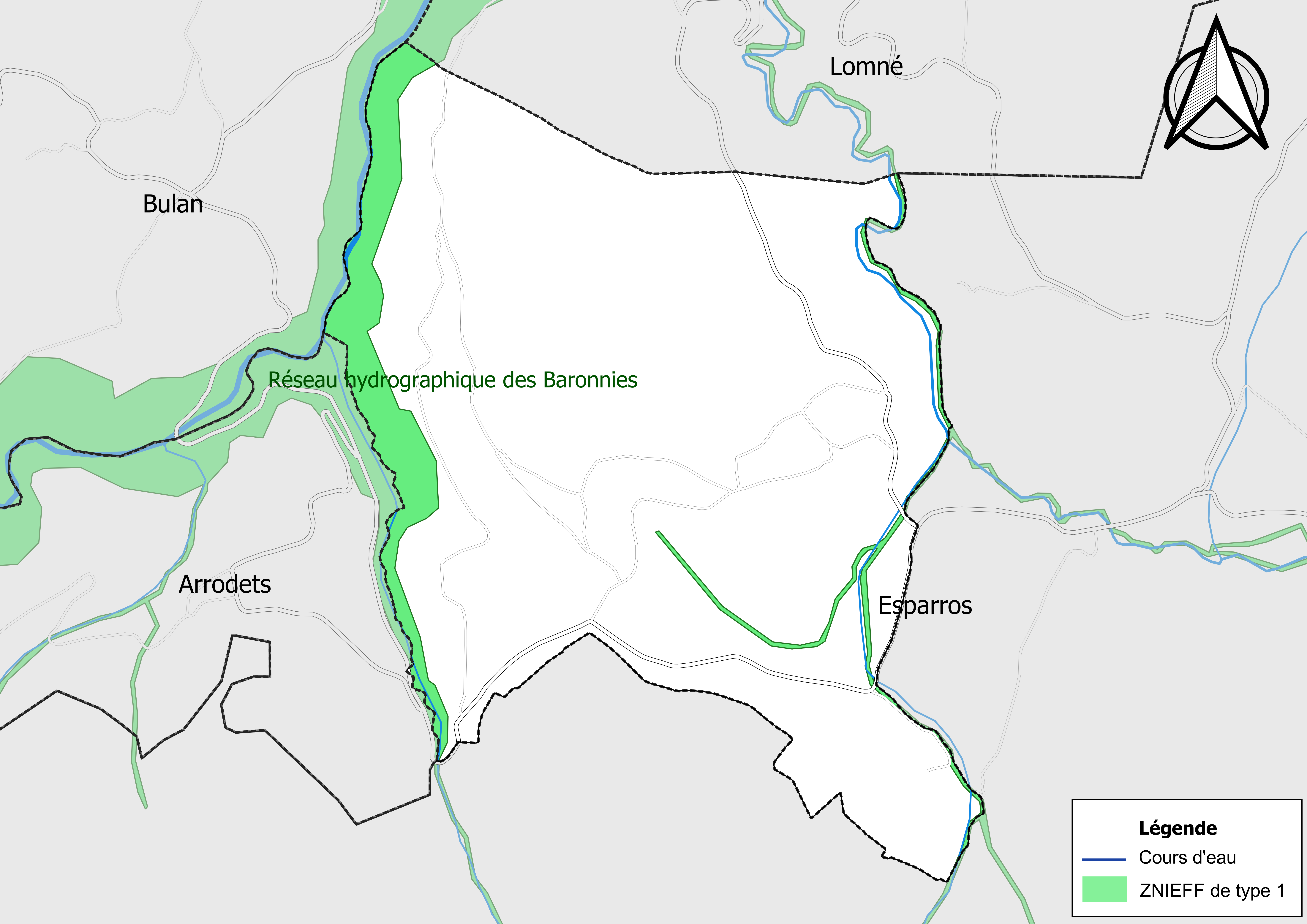
Carte de la ZNIEFF de type 1 sur la commune.
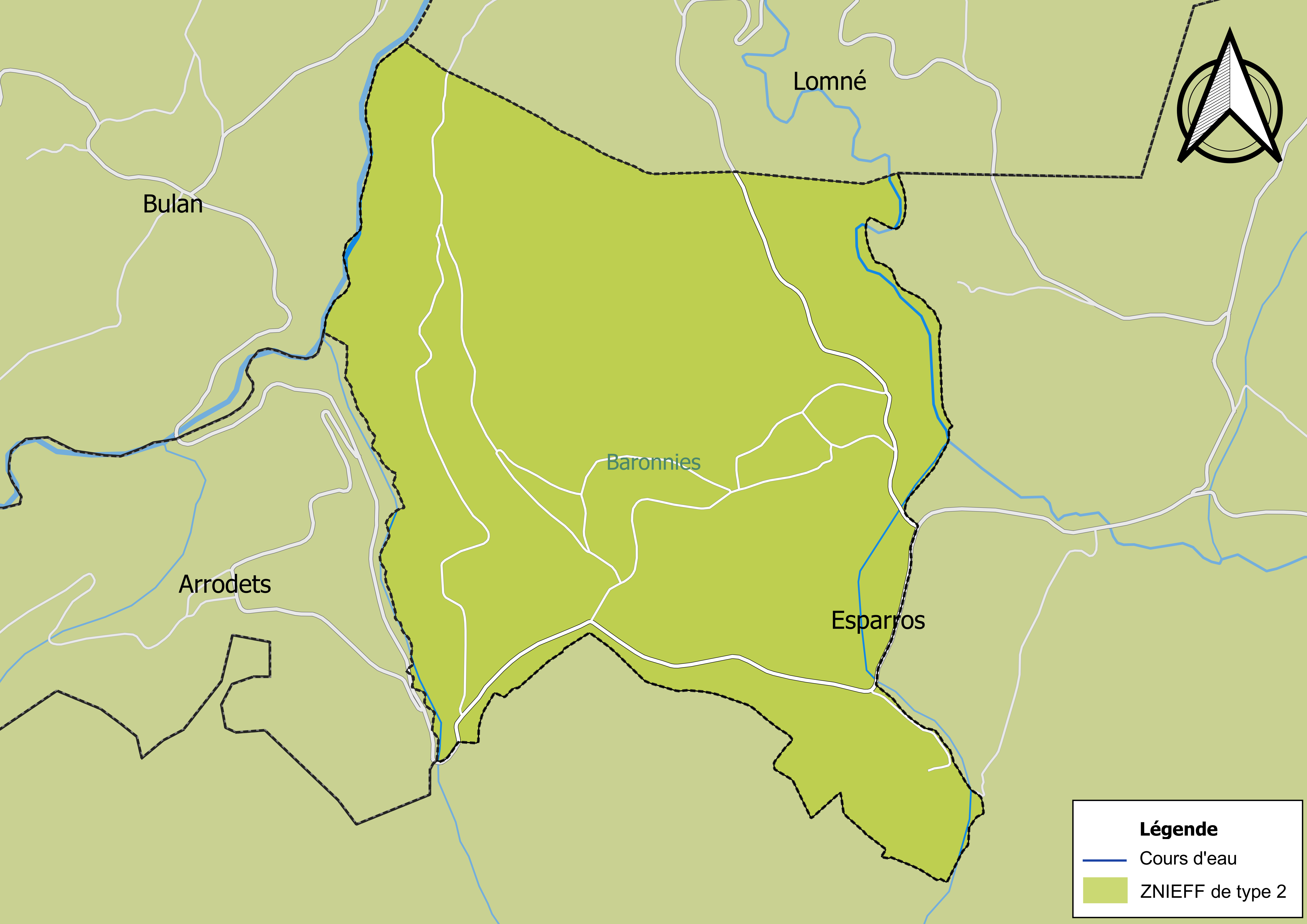
Carte de la ZNIEFF de type 2 sur la commune.

## Urbanisme

### Typologie
Au 1er janvier 2024, Laborde est catégorisée commune rurale à habitat très dispersé, selon la nouvelle grille communale de densité à sept niveaux définie par l'Insee en 2022.
Elle est située hors unité urbaine. Par ailleurs la commune fait partie de l'aire d'attraction de Lannemezan, dont elle est une commune de la couronne,. Cette aire, qui regroupe 65 communes, est catégorisée dans les aires de moins de 50 000 habitants,.

### Occupation des sols
L'occupation des sols de la commune, telle qu'elle ressort de la base de données européenne d’occupation biophysique des sols Corine Land Cover (CLC), est marquée par l'importance des territoires agricoles (86 % en 2018), une proportion identique à celle de 1990 (86 %). La répartition détaillée en 2018 est la suivante : 
prairies (86 %), forêts (14 %).
L'IGN met par ailleurs à disposition un outil en ligne permettant de comparer l’évolution dans le temps de l’occupation des sols de la commune (ou de territoires à des échelles différentes). Plusieurs époques sont accessibles sous forme de cartes ou photos aériennes : la carte de Cassini (XVIIIe siècle), la carte d'état-major (1820-1866) et la période actuelle (1950 à aujourd'hui).

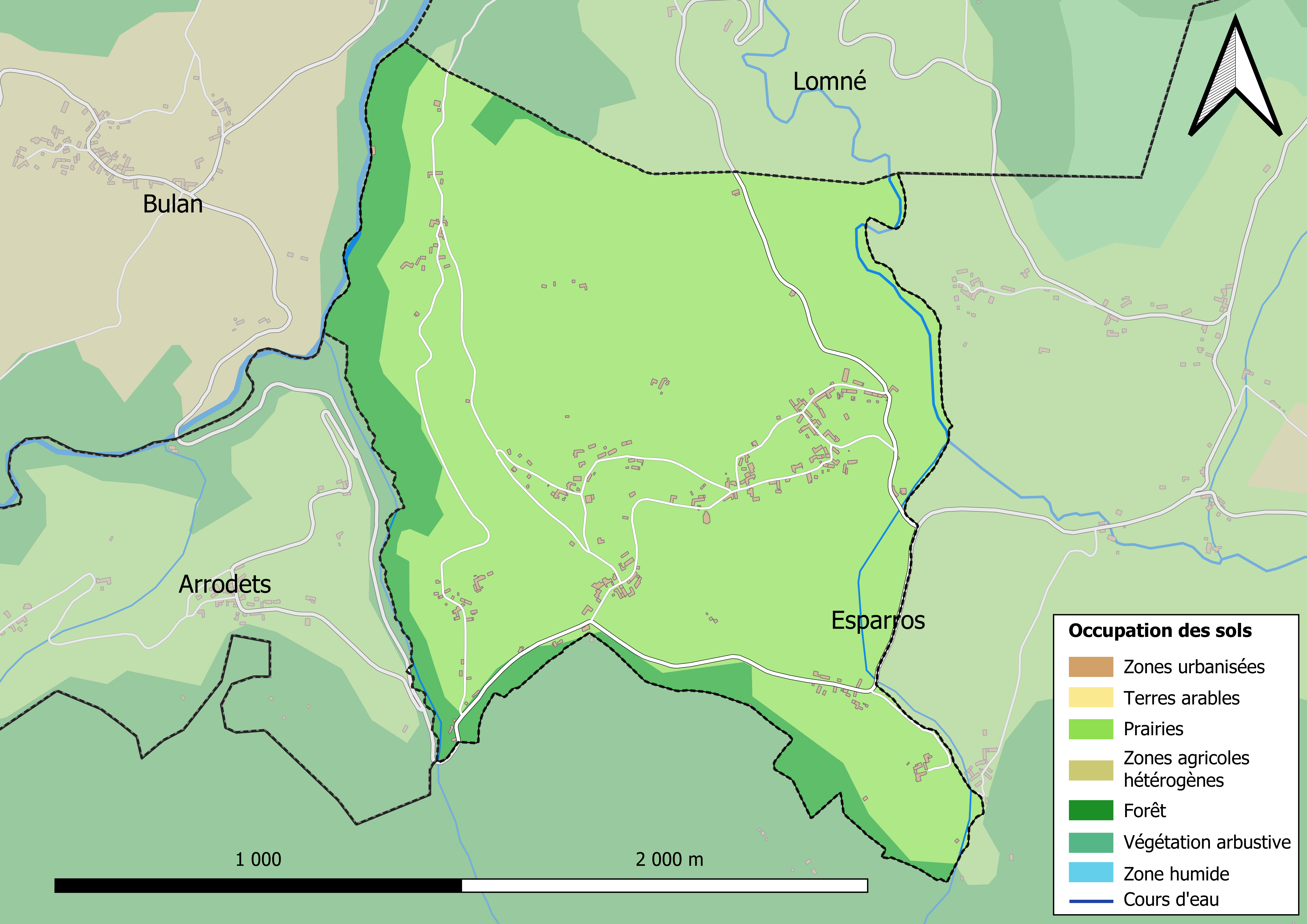
Carte des infrastructures et de l'occupation des sols en 2018 (CLC) de la commune.
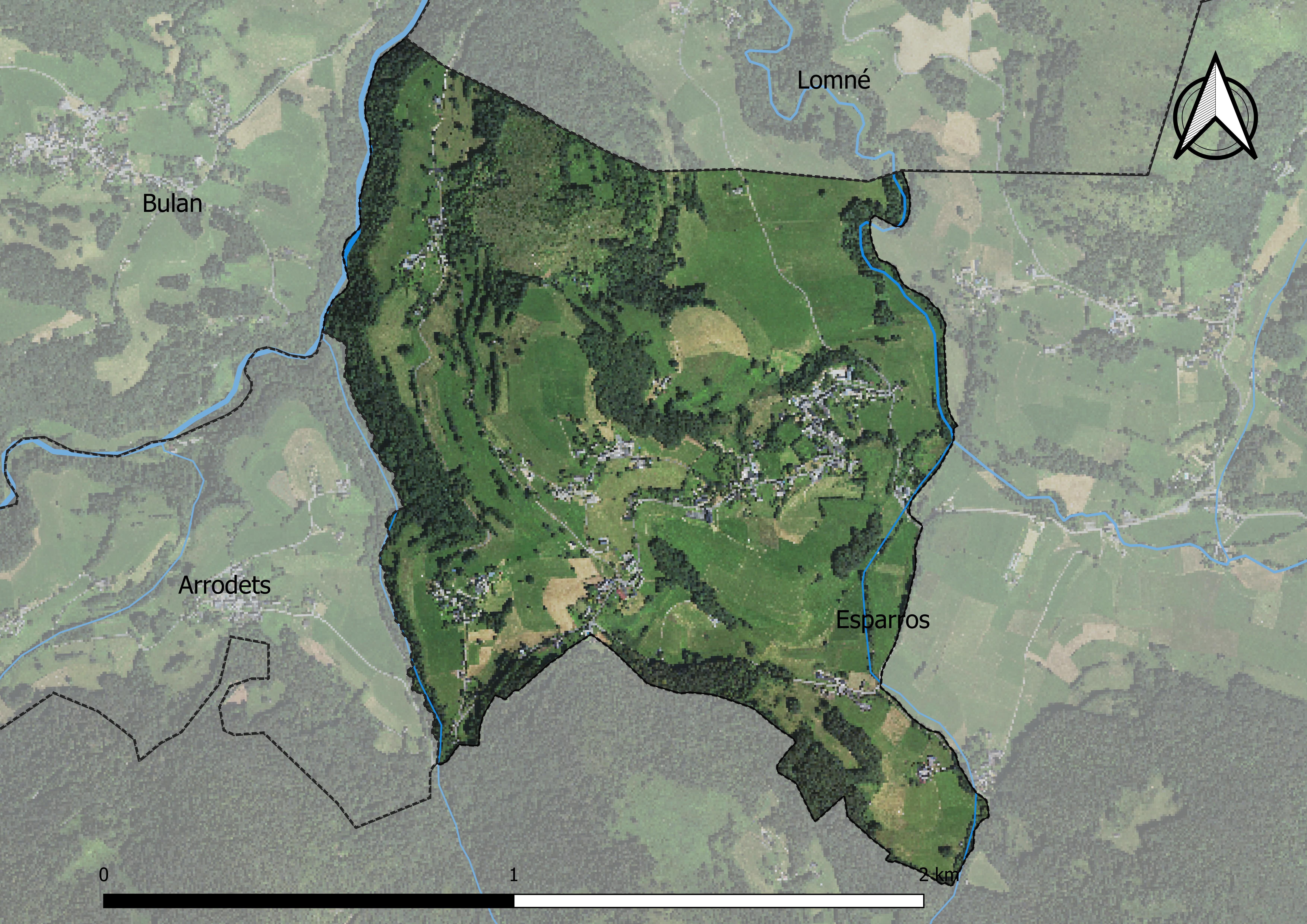
Carte orthophotogrammétrique de la commune.

### Logement
En 2012, le nombre total de logements dans la commune est de 116.

Parmi ces logements, 41,7 % sont des résidences principales, 56,5 % des résidences secondaires et 1,8 % des logements vacants.

### Voies de communication et transports
Cette commune est desservie par les routes départementales D 17 et D 26.

### Risques majeurs
Le territoire de la commune de Laborde est vulnérable à différents aléas naturels : météorologiques (tempête, orage, neige, grand froid, canicule ou sécheresse), inondations, feux de forêts, mouvements de terrains et séisme (sismicité moyenne). Un site publié par le BRGM permet d'évaluer simplement et rapidement les risques d'un bien localisé soit par son adresse soit par le numéro de sa parcelle.
Certaines parties du territoire communal sont susceptibles d’être affectées par le risque d’inondation par débordement de cours d'eau, notamment l'Arros. La cartographie des zones inondables en ex-Midi-Pyrénées réalisée dans le cadre du XIe Contrat de plan État-région, visant à informer les citoyens et les décideurs sur le risque d’inondation, est accessible sur le site de la DREAL Occitanie. La commune a été reconnue en état de catastrophe naturelle au titre des dommages causés par les inondations et coulées de boue survenues en 1982, 1999, 2007 et 2009,.
Laborde est exposée au risque de feu de forêt. Un plan départemental de protection des forêts contre les incendies a été approuvé par arrêté préfectoral le 21 avril 2020 pour la période 2020-2029. Le précédent couvrait la période 2007-2017. L’emploi du feu est régi par deux types de réglementations. D’abord le code forestier et l’arrêté préfectoral du 27 octobre 2014, qui réglementent l’emploi du feu à moins de 200 m des espaces naturels combustibles sur l’ensemble du département. Ensuite celle établie dans le cadre de la lutte contre la pollution de l’air, qui interdit le brûlage des déchets verts des particuliers. L’écobuage est quant à lui réglementé dans le cadre de commissions locales d’écobuage (CLE)

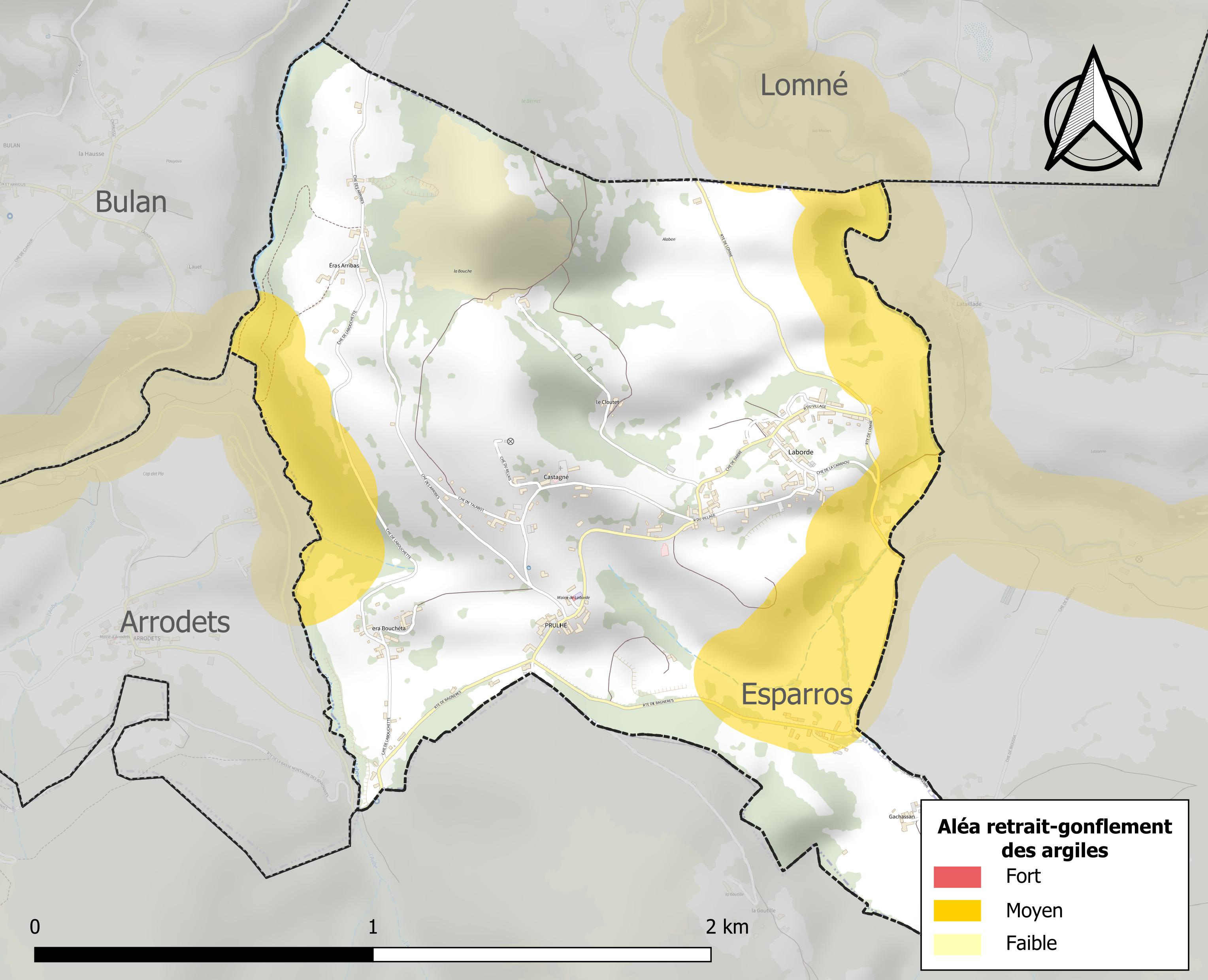
Carte des zones d'aléa retrait-gonflement des sols argileux de Laborde.

Les mouvements de terrains susceptibles de se produire sur la commune sont des mouvements de sols liés à la présence d'argile et des tassements différentiels.
Le retrait-gonflement des sols argileux est susceptible d'engendrer des dommages importants aux bâtiments en cas d’alternance de périodes de sécheresse et de pluie. 20,2 % de la superficie communale est en aléa moyen ou fort (44,5 % au niveau départemental et 48,5 % au niveau national). Sur les 104 bâtiments dénombrés sur la commune en 2019, 8 sont en aléa moyen ou fort, soit 8 %, à comparer aux 75 % au niveau départemental et 54 % au niveau national. Une cartographie de l'exposition du territoire national au retrait gonflement des sols argileux est disponible sur le site du BRGM,.
Par ailleurs, afin de mieux appréhender le risque d’affaissement de terrain, l'inventaire national des cavités souterraines permet de localiser celles situées sur la commune.
Concernant les mouvements de terrains, la commune a été reconnue en état de catastrophe naturelle au titre des dommages causés par des mouvements de terrain en 1999.

## Toponymie

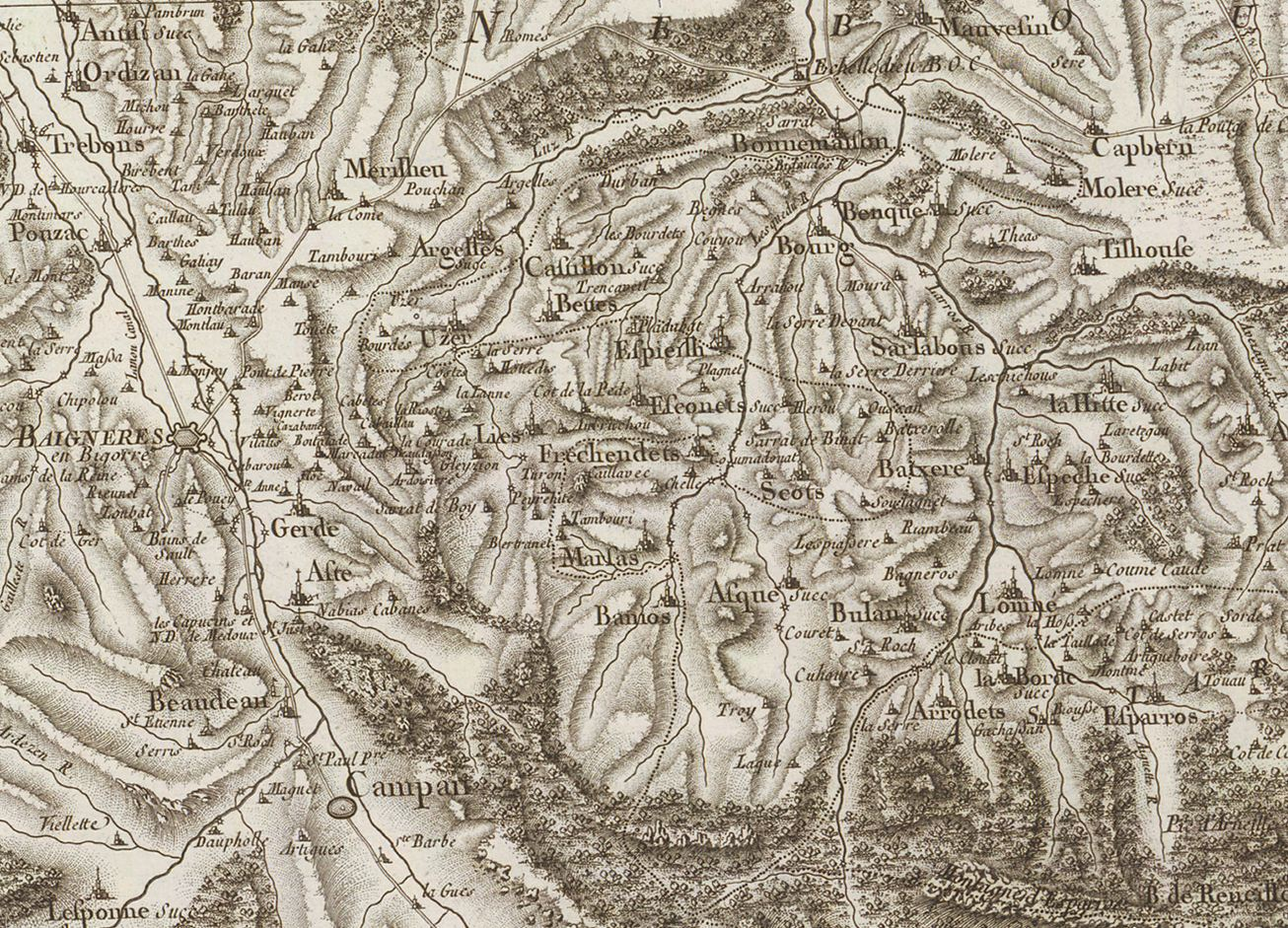
Extrait de la carte de Cassini (entre 1756 et 1789) situant Laborde.

On trouvera les principales informations dans le Dictionnaire toponymique des communes des Hautes Pyrénées de Michel Grosclaude et Jean-François Le Nail qui rapporte les dénominations historiques du village :
Dénominations historiques :
- De La Borda (1313, Debita regi Navarre) ;
- La Borde, Poysegur ou Laborde (1760, Larcher, pouillé de Tarbes) ;
- La Borde (fin XVIIIe siècle, carte de Cassini).

Étymologie : occitan bòrda (mot germanique signifiant à l'origine une cabane en planche).

Nom occitan : Era Bòrda.

## Histoire[35]
Étymologiquement, le nom du village vient de borde qui signifie grange.  Cela semble indiquer que le village se développa autour d'une métairie, propriété du baron. Pour trouver l'origine de la vie dans ce village, il faut remonter dans des temps plus reculés. En effet, dans la grotte du Bouchet furent découverts en 1968 des restes de plusieurs squelettes, et des poteries du néolithique (datant d'environ 3 000 ans avant notre ère).
Laborde appartenait à la baronnie d’Esparros s'étendant sur quatre paroisses (Esparros, Labastide, Laborde et Arrodets) mentionnées au XIIe siècle. C'est de la baronnie d'Esparros que vient le nom des Baronnies des Pyrénées, attribué récemment aux 27 communes du bassin du Haut Arros ; les seigneurs d'Esparros sont cités au XIe siècle.
Dans le village, on est parfois étonné par la grande dispersion des maisons. Une légende affirme que le village, du temps où les maisons étaient couvertes de chaume, fut détruit par un incendie qui n'épargna que deux maisons. Et c'est depuis cet incident que les maisons furent construites éloignées, afin d'éviter qu'un tel désastre ne se reproduise. D’ailleurs, l'étymologie populaire prétend que lorsque le village avait été brûlé, il n'en était resté qu'une borde, une grange.

### Cadastre napoléonien de Laborde
Le plan cadastral napoléonien de Laborde est consultable sur le site des archives départementales des Hautes-Pyrénées.

## Politique et administration

### Liste des maires

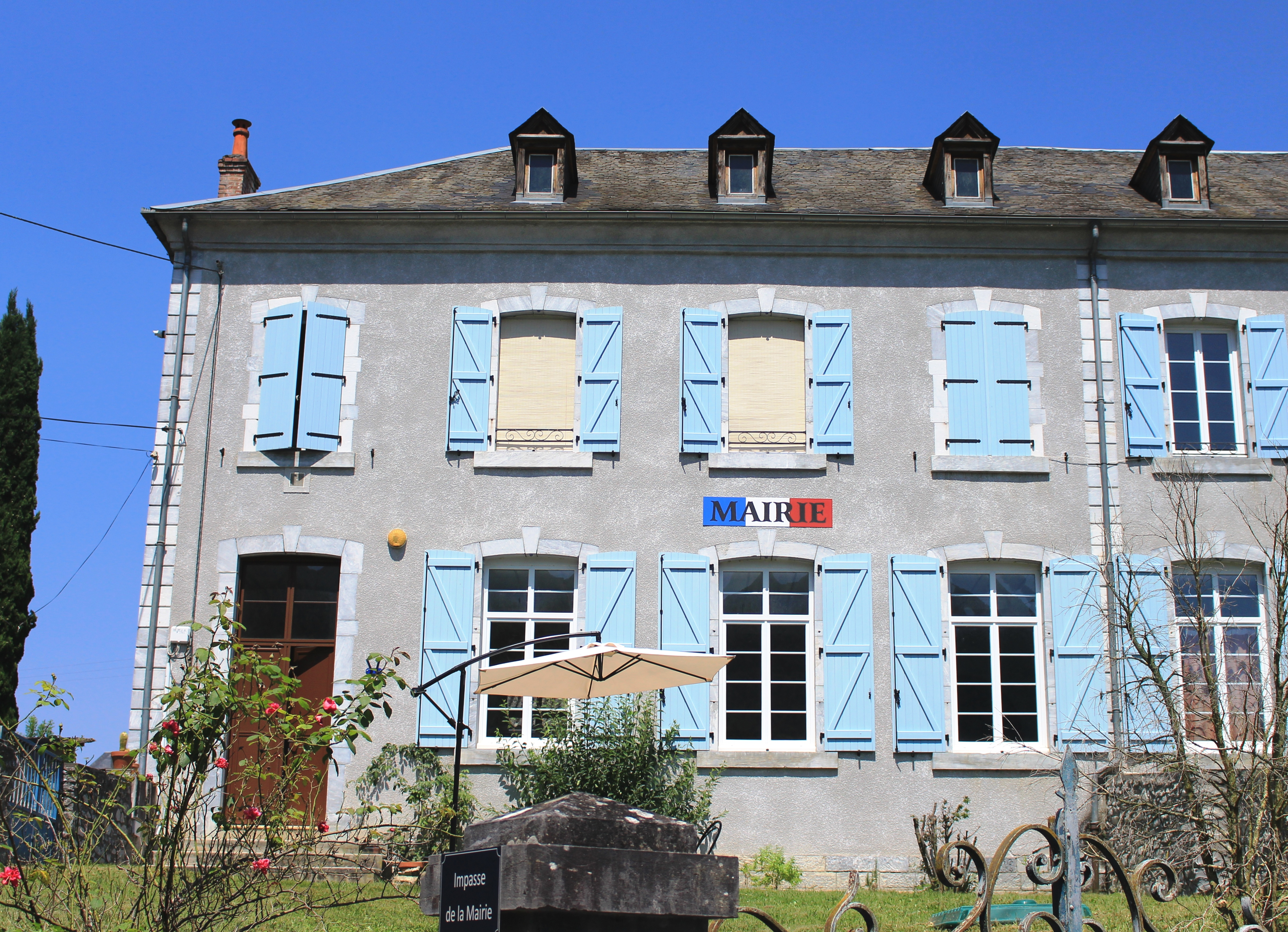
La mairie en 2020.

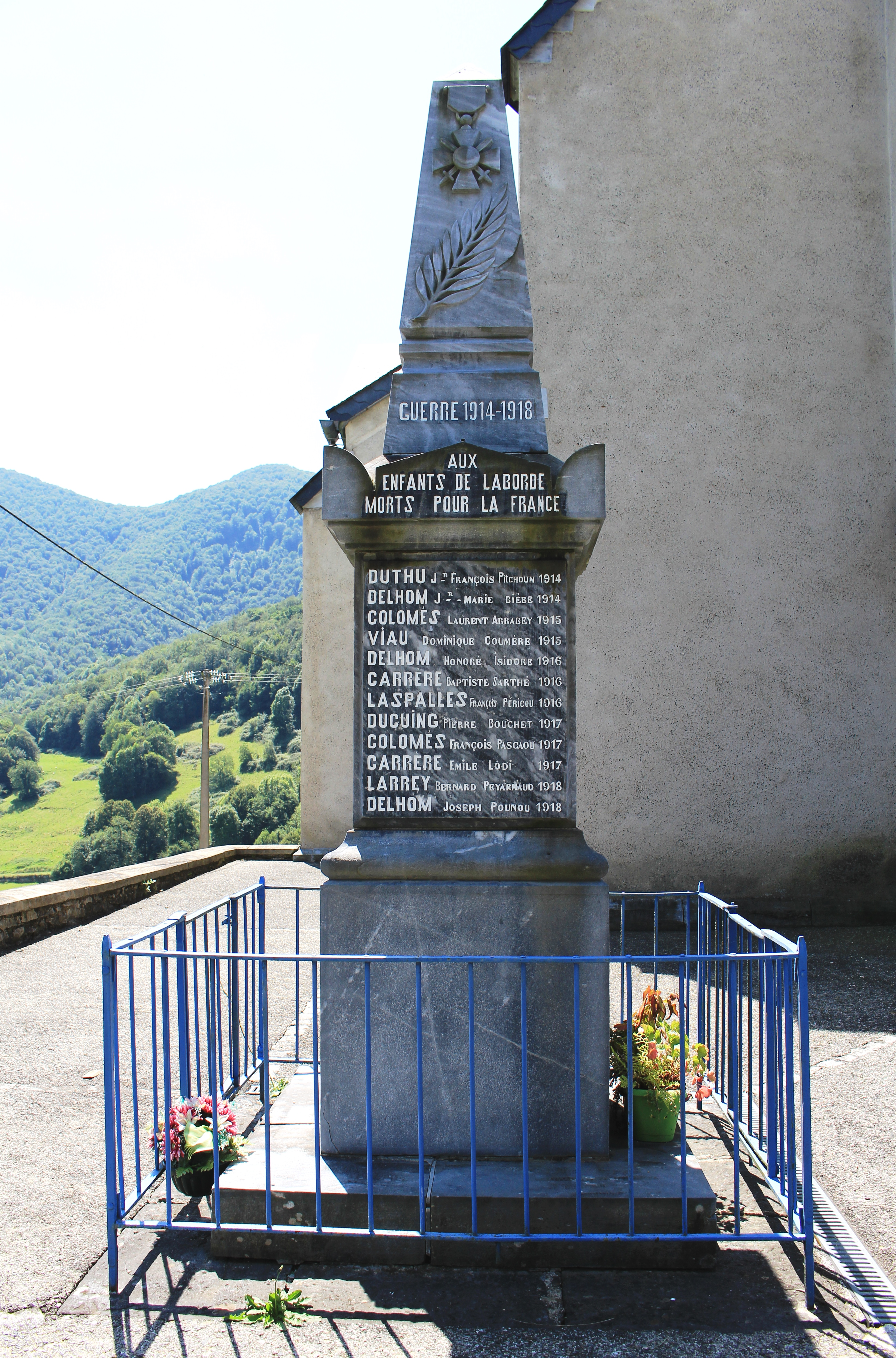
Le monument aux morts municipal.

Liste des maires successifs
| Mandat    | Nom                | Qualité  |
| --------- | ------------------ | -------- |
| 1919-1925 | Jean Claverie      |          |
| 1925-1947 | Jules Duplan       |          |
| 1947-1965 | Jean Pailhé        |          |
| 1965-1971 | Pierre Gaidon      |          |
| 1971-1995 | André Duplan       |          |
| 1995-2020 | Hélène Duthu       | Éleveuse |
| 2020-     | Geneviève Pflimlin |          |

### Rattachements administratifs et électoraux

#### Historique administratif
Sénéchaussée de Toulouse, élection d'Astarac, baronnie d'Esparros, canton de La Barthe-de-Neste (1790-2014).

#### Intercommunalité
Laborde appartient à la communauté de communes du Plateau de Lannemezan Neste-Baronnies-Baïses créée en janvier 2017 et qui réunit 57 communes.

## Population et société

### Démographie
L'évolution du nombre d'habitants est connue à travers les recensements de la population effectués dans la commune depuis 1793. Pour les communes de moins de 10 000 habitants, une enquête de recensement portant sur toute la population est réalisée tous les cinq ans, les populations de référence des années intermédiaires étant quant à elles estimées par interpolation ou extrapolation. Pour la commune, le premier recensement exhaustif entrant dans le cadre du nouveau dispositif a été réalisé en 2005.

En 2022, la commune comptait 84 habitants, en évolution de −3,45 % par rapport à 2016 (Hautes-Pyrénées : +1,59 %, France hors Mayotte : +2,11 %).
| 1793 | 1800 | 1806 | 1821 | 1831 | 1836 | 1841 | 1846 | 1851 |
| ---- | ---- | ---- | ---- | ---- | ---- | ---- | ---- | ---- |
| 372  | 438  | 431  | 477  | 579  | 595  | 585  | 574  | 586  |

| 1856 | 1861 | 1866 | 1872 | 1876 | 1881 | 1886 | 1891 | 1896 |
| ---- | ---- | ---- | ---- | ---- | ---- | ---- | ---- | ---- |
| 590  | 578  | 590  | 607  | 530  | 500  | 509  | 506  | 517  |

| 1901 | 1906 | 1911 | 1921 | 1926 | 1931 | 1936 | 1946 | 1954 |
| ---- | ---- | ---- | ---- | ---- | ---- | ---- | ---- | ---- |
| 446  | 464  | 402  | 313  | 305  | 309  | 303  | 234  | 192  |

| 1962 | 1968 | 1975 | 1982 | 1990 | 1999 | 2005 | 2006 | 2010 |
| ---- | ---- | ---- | ---- | ---- | ---- | ---- | ---- | ---- |
| 177  | 157  | 146  | 138  | 95   | 109  | 100  | 99   | 96   |

| 2015 | 2020 | 2022 | - | - | - | - | - | - |
| ---- | ---- | ---- | - | - | - | - | - | - |
| 88   | 86   | 84   | - | - | - | - | - | - |

### Enseignement

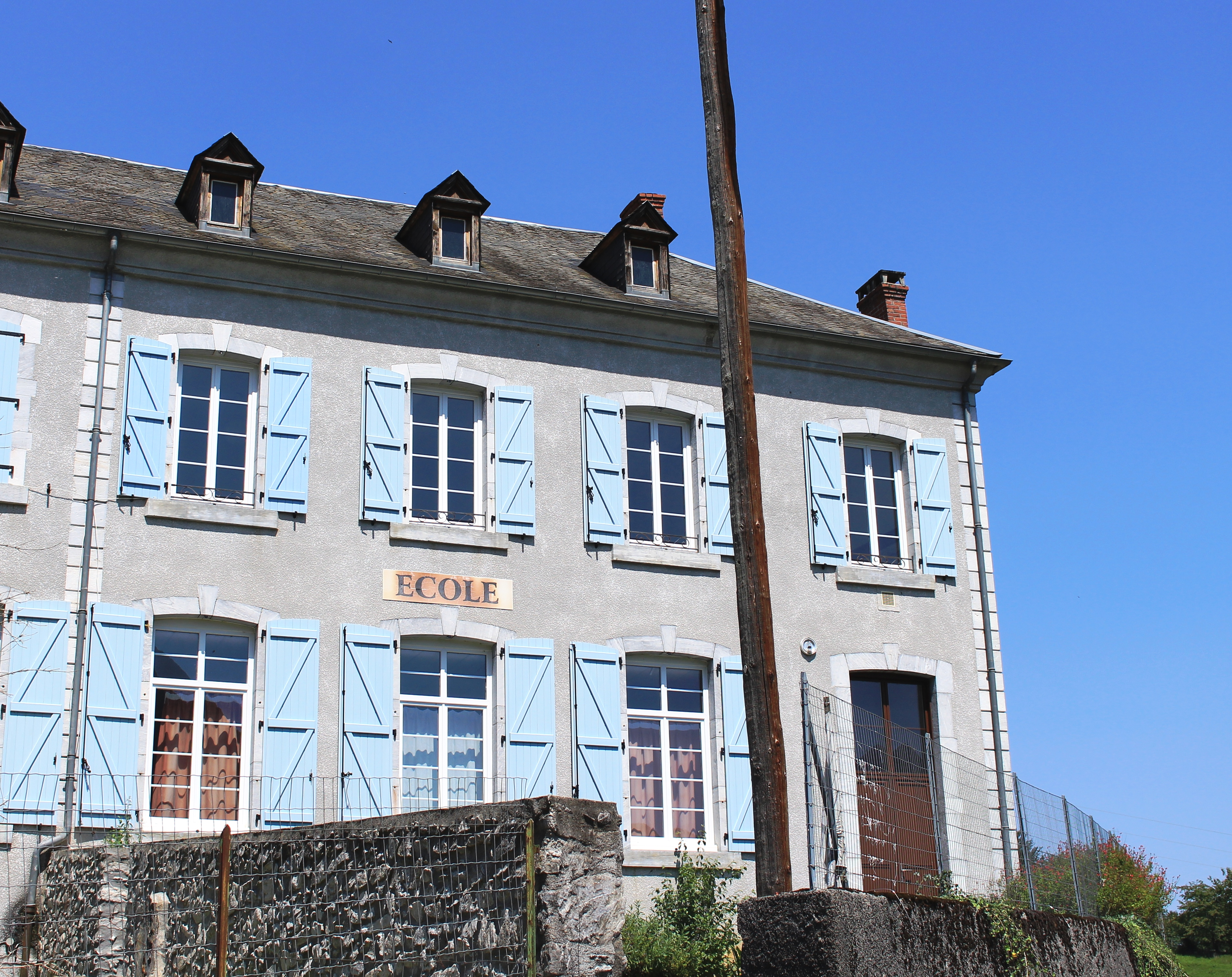
L’école primaire en 2020.

La commune dépend de l'académie de Toulouse. Elle dispose d’une école maternelle et primaire en 2017 (14 élèves), en regroupement avec la commune d’Esparros.

### Sports

#### Pratique de la quille de neuf
Le village comporte un plantier où l'on joue aux quilles de neuf, jeu inventé au XVe siecle dont le but consiste à projeter par rebond une quille dans une direction avec une boule lancée dans une autre direction, afin de faire tomber les quilles annoncées et d’effectuer une des douze figures prédéfinies.

## Économie

### Emploi
|                | 2008  | 2013   | 2018  |
| -------------- | ----- | ------ | ----- |
| Commune        | 13 %  | 11,9 % | 7,1 % |
| Département    | 7,7 % | 9,4 %  | 9,8 % |
| France entière | 8,3 % | 10 %   | 10 %  |

En 2018, la population âgée de 15 à 64 ans s'élève à 42 personnes, parmi lesquelles on compte 78,6 % d'actifs (71,4 % ayant un emploi et 7,1 % de chômeurs) et 21,4 % d'inactifs,. En  2018, le taux de chômage communal (au sens du recensement) des 15-64 ans est inférieur à celui de la France et du département, alors qu'en 2008 la situation était inverse.
La commune fait partie de la couronne de l'aire d'attraction de Lannemezan, du fait qu'au moins 15 % des actifs travaillent dans le pôle,. Elle compte 12 emplois en 2018, contre 14 en 2013 et 14 en 2008. Le nombre d'actifs ayant un emploi résidant dans la commune est de 30, soit un indicateur de concentration d'emploi de 40,2 % et un taux d'activité parmi les 15 ans ou plus de 42,3 %.
Sur ces 30 actifs de 15 ans ou plus ayant un emploi, 10 travaillent dans la commune, soit 33 % des habitants. Pour se rendre au travail, 90 % des habitants utilisent un véhicule personnel ou de fonction à quatre roues et 10 % n'ont pas besoin de transport (travail au domicile).

### Activités
L'économie de la commune est essentiellement basée sur l'agriculture et l'élevage.

### Artisanat et commerces
Laborde possède un bar–tabac–épicerie-café, un hôtel restaurant et un tourneur sur bois (buis, hêtre, chêne, châtaignier, merisier), fondé en 1920 par François Lafforgue, repris par son fils Paul, puis son arrière petit-fils Cyril Larrouy. Création d’une scierie en propre, pour auto approvisionnement en bois. Production de tous objets en bois, de l’utilitaire à la décoration. Cyril Larrouy crée aussi des flacons de parfum, des bouteilles (vin, champagne, armagnac) en bois pour l’industrie du luxe.

## Culture locale et patrimoine

### Sobriquets
- Eths dera pasta borida : "ceux de la pâte bouillie". Il s'agissait d'une "pâte que l'on préparait à Noël avec de la farine de millet; on la faisait bouillir deux ou trois jours, jusqu'à ce qu'elle ait pris ce qu’il faut d’aigreur, et on la dégustait au réveillon" (Enq. A.L.G.).
- Eths palèrs : "les fabricants de pelles de bois" (Rosapelly, vers 1910).
- Eths deras arrabas : "ceux des navets. La fête locale se tient à la Saint-Martin, saison des navets pour faire la fête !" (Enq. A.L.G.).

### Lieux et monuments

#### L'usine de marbre
À Laborde se trouvaient une carrière et une usine de marbre.
Cette dernière était située sur les bords de l'Arros mais il n'en reste aujourd'hui que des ruines.

Pour son fonctionnement :.

les blocs étaient acheminés en chars à bœufs, par un sentier aboutissant à une tranchée creusée dans la pierre. Ils étaient ensuite amenés sur le site de l'usine. Après, ces blocs pouvant atteindre 70 cm de largeur étaient découpés par trois scies circulaires en diamant. L'énergie nécessaire au fonctionnement était fournie par l'Arros, et un système de poulies. Une dynamo permettait aux ouvriers de travailler jour et nuit. Une fois le marbre découpé, il était placé sur des wagonnets qui l'acheminaient jusqu'à Batsère où s'effectuaient les finitions, puis repartait en char à bœufs jusqu'à la gare de Tournay.

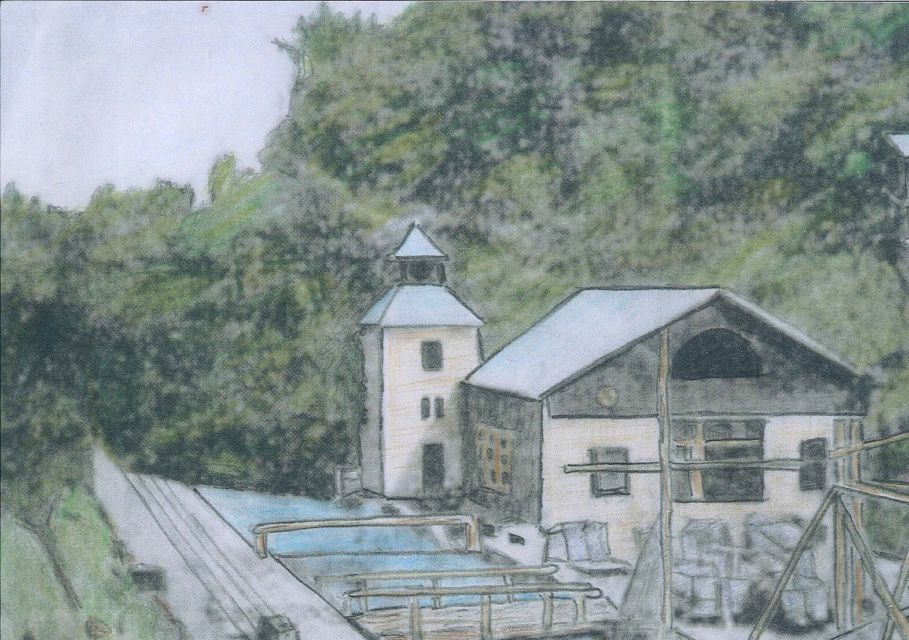
L'usine de marbre, avant qu'elle ne tombe en ruine.

En utilisant un système innovant pour leur époque, le système de sciage au fil hélicoïdal, les établissements Michaux espéraient dynamiser l'industrie de la pierre des Pyrénées.

Mais l'usine s'arrêta de fonctionner lors de la Première Guerre mondiale, car les ouvriers partirent au combat. Mais à ce moment les affaires ne marchaient plus très bien car le marbre revenait trop cher et se faisait détrôner par celui de Belgique.
Le marbre de Laborde servit par exemple à construire : le pont de pierre de Bordeaux, la cathédrale d'Anglet, et de nombreux ponts dans la vallée d'Aure.

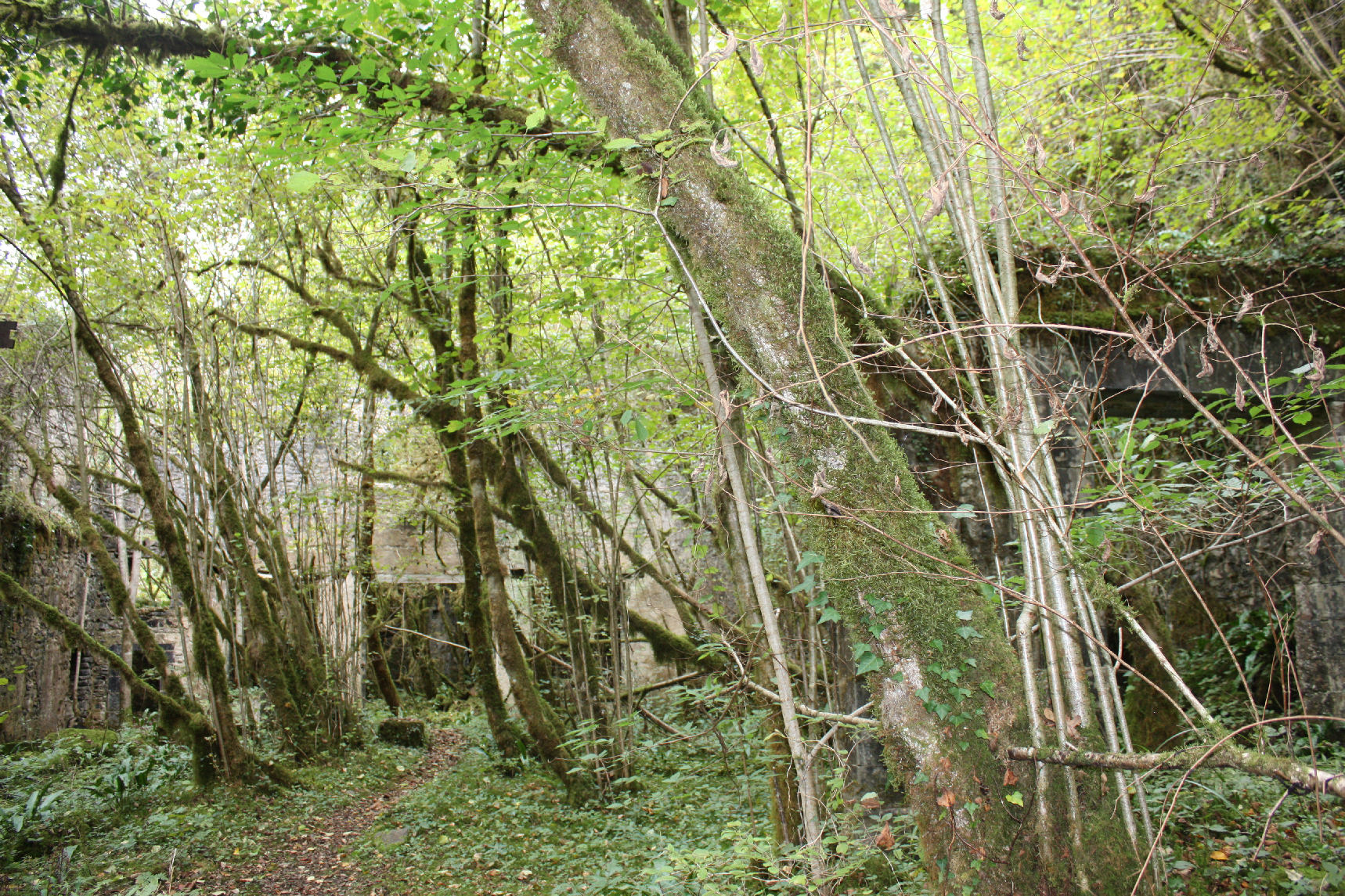
Derrière la végétation dense, on peut distinguer l'entrée de l'ancienne usine de marbre.
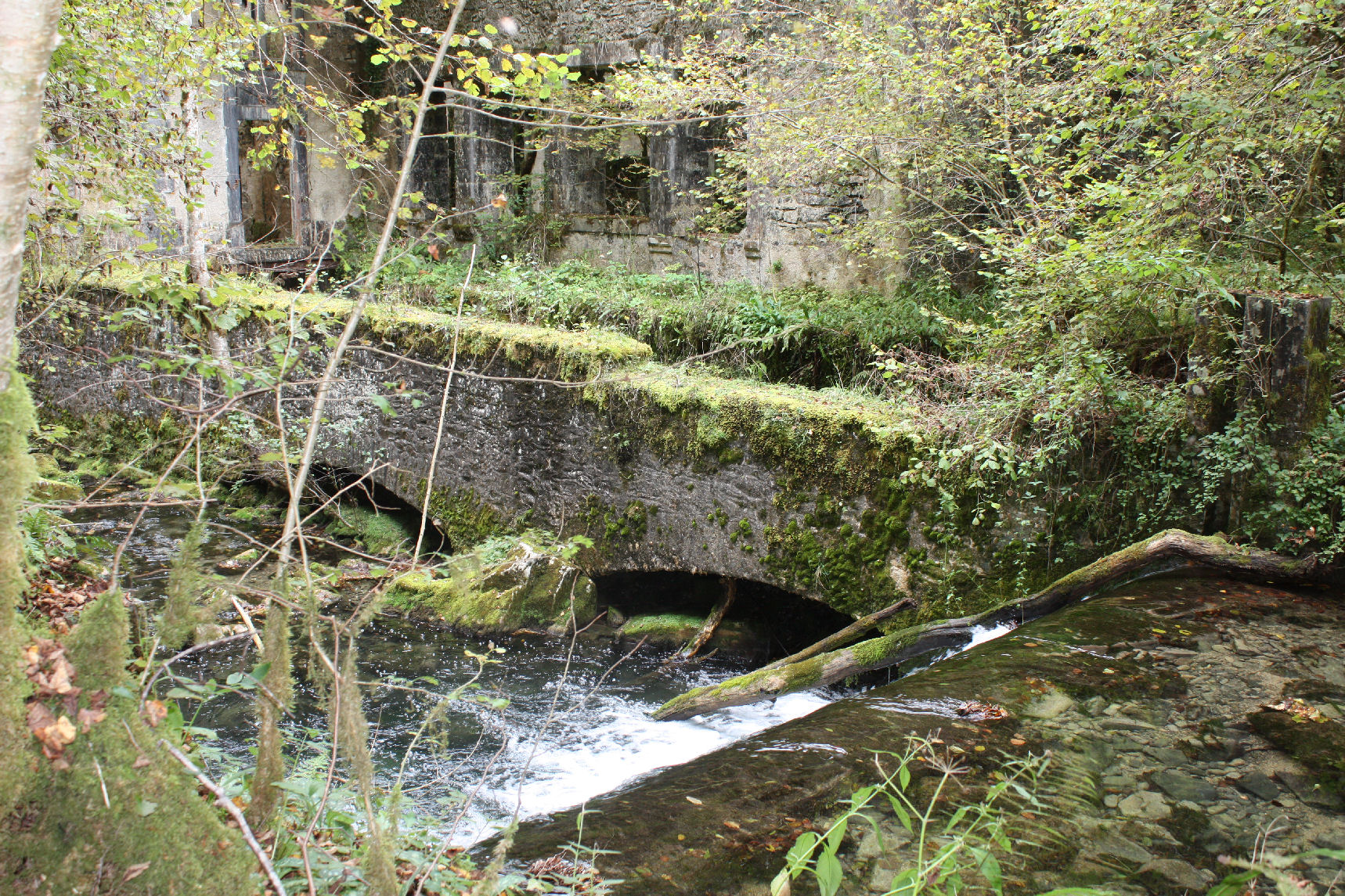
L'Arros, et le canal d'eau débouchant sur la dynamo.
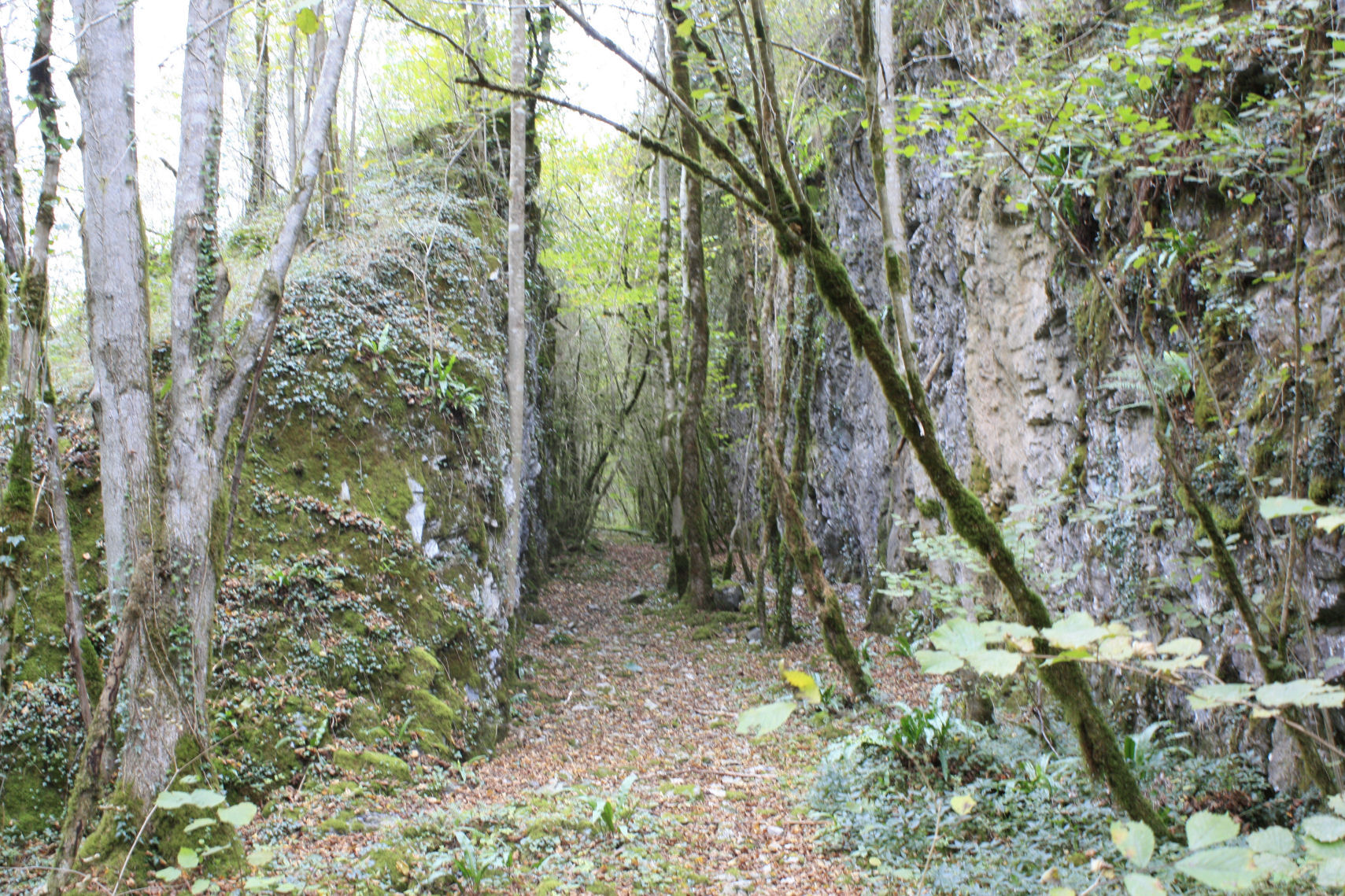
La tranchée, maintenant envahie par la végétation, par laquelle étaient acheminés les blocs de marbre jusqu'à l'usine.
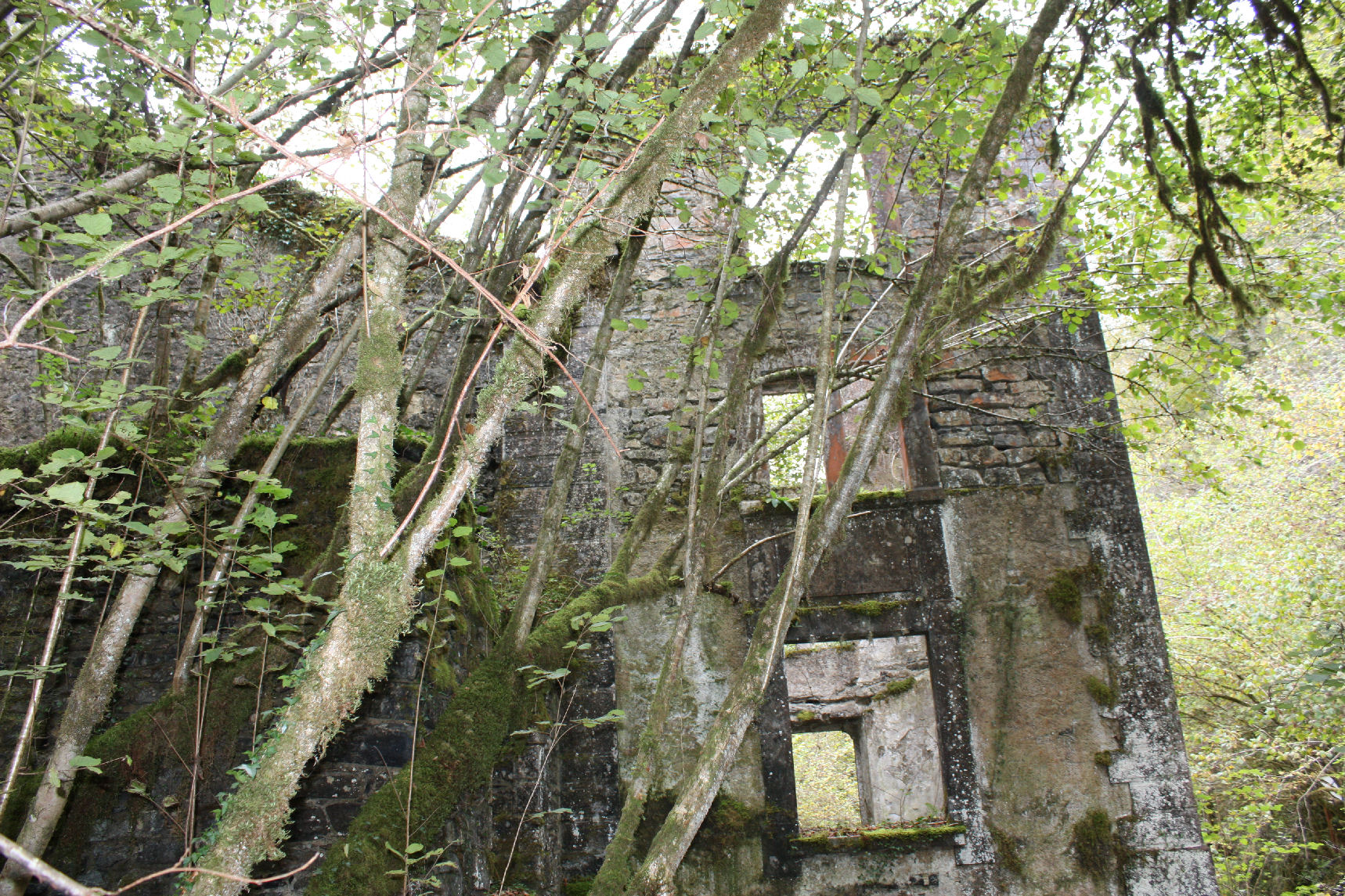
Dans cette tour se trouvaient les bureaux d'administration de l'usine.

#### Les églises
À Laborde, il y a deux églises. L'une très ancienne et l'autre beaucoup plus récente :
- Église Saint-Martin de Laborde
- Ancienne église de Laborde.

##### La vieille église
La vieille église est très ancienne, comme en témoigne l'architecture de la charpente, en vaisseau renversé.
Elle est aujourd'hui désaffectée. On peut encore y trouver le corbillard du village, le bénitier, l'autel, et de nombreuses fresques sur les murs.

Sélection de vues des églises.
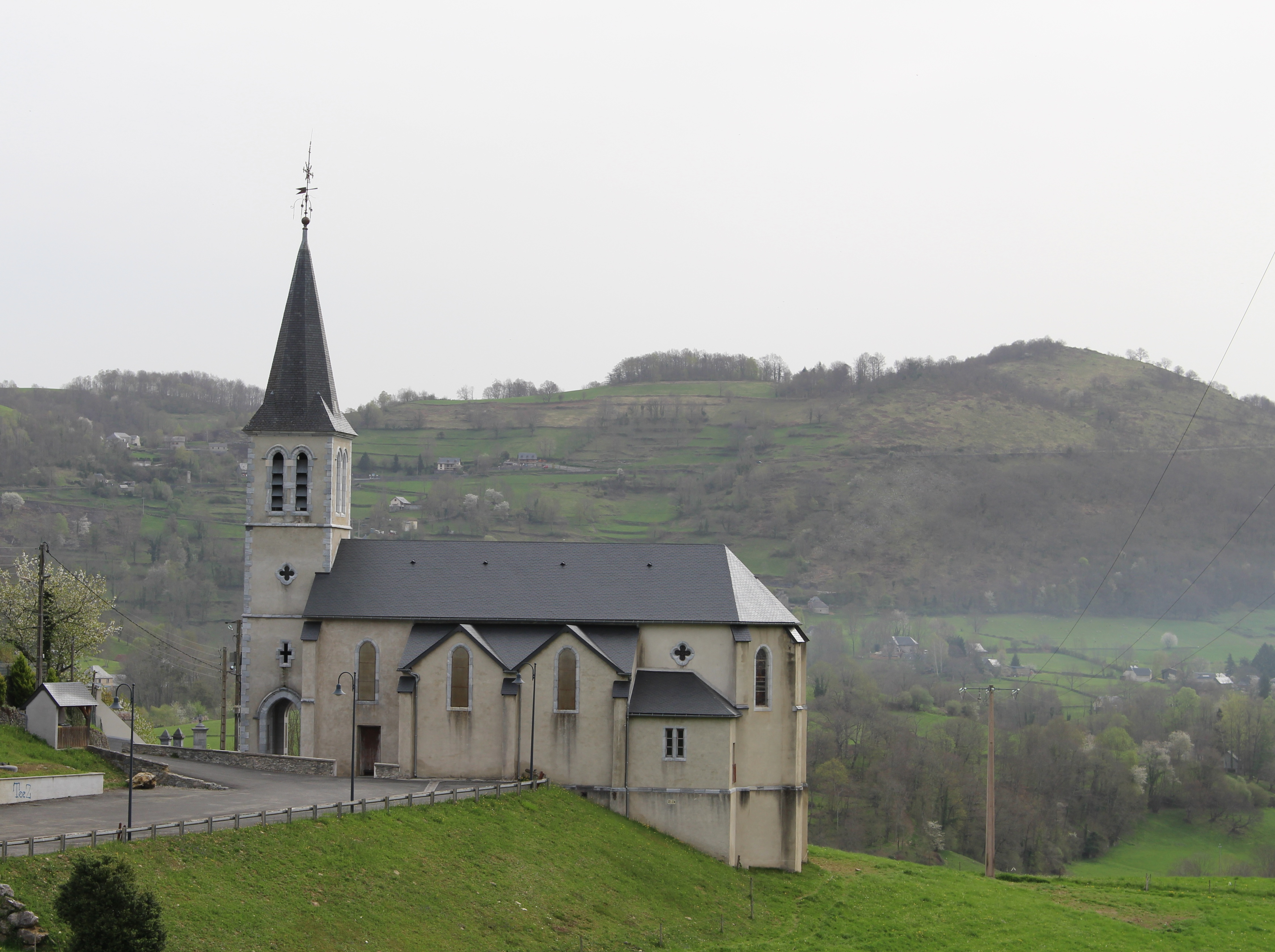
Église Saint-Martin de Laborde.
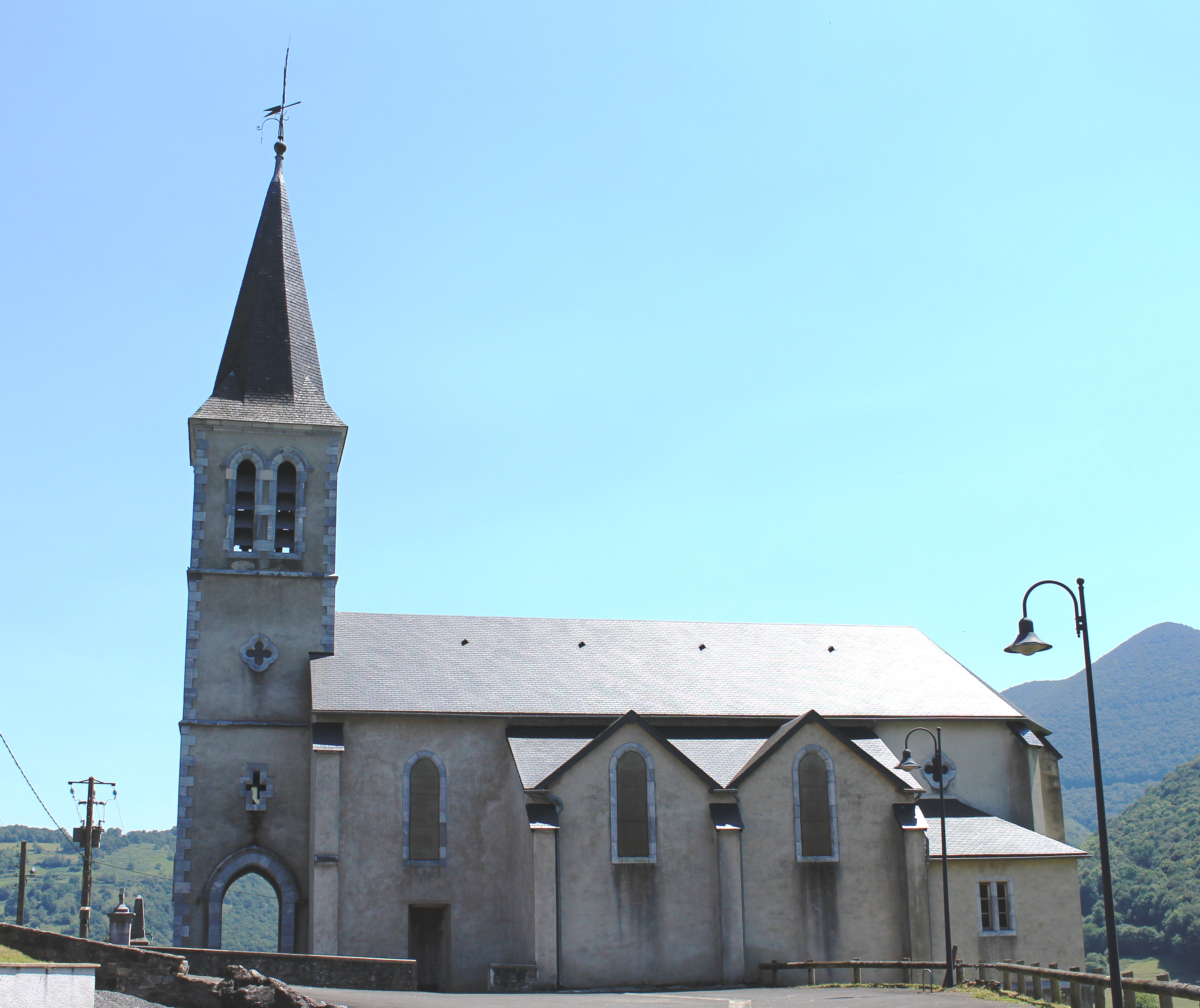

Sélection de vues de l'ancienne église.
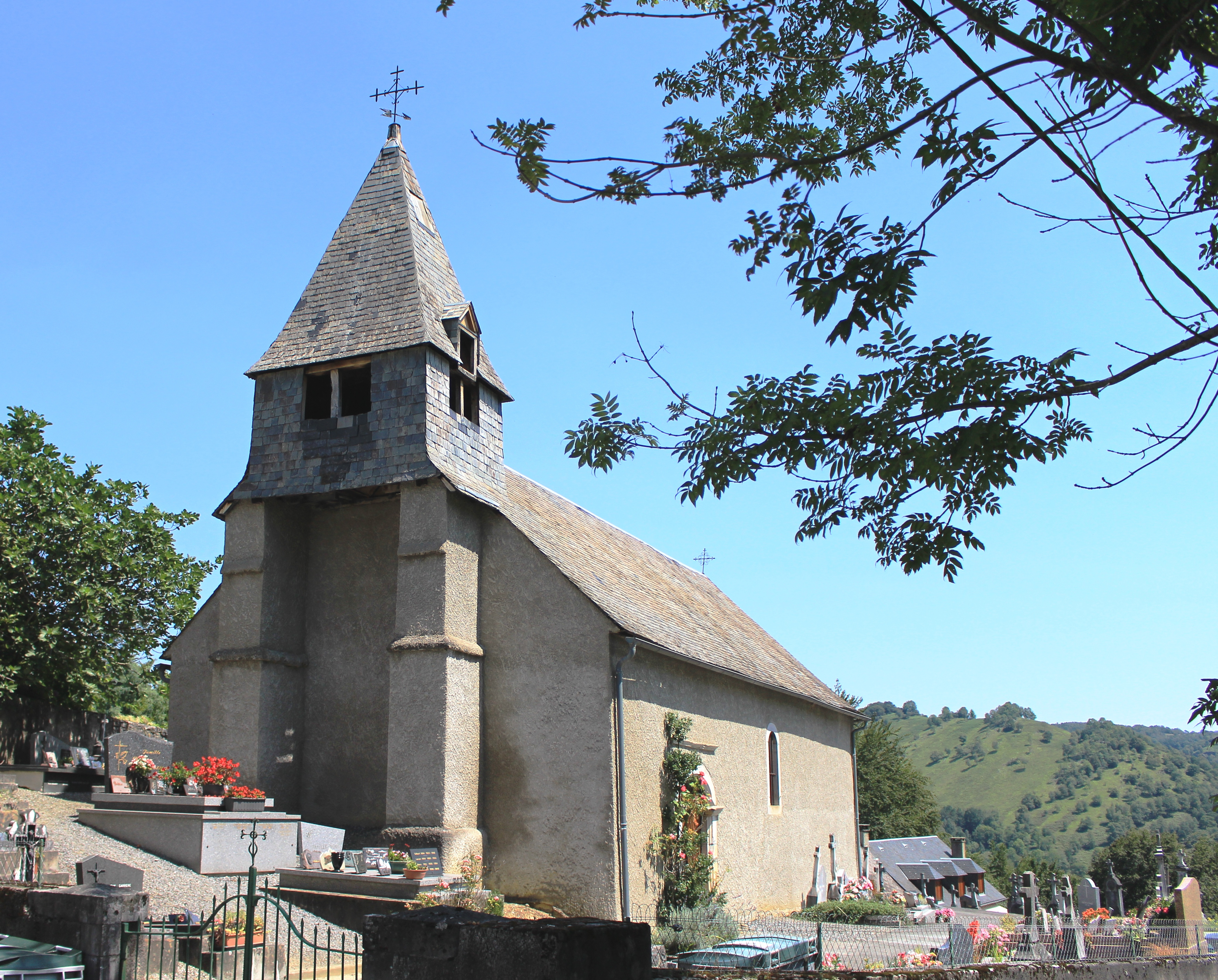
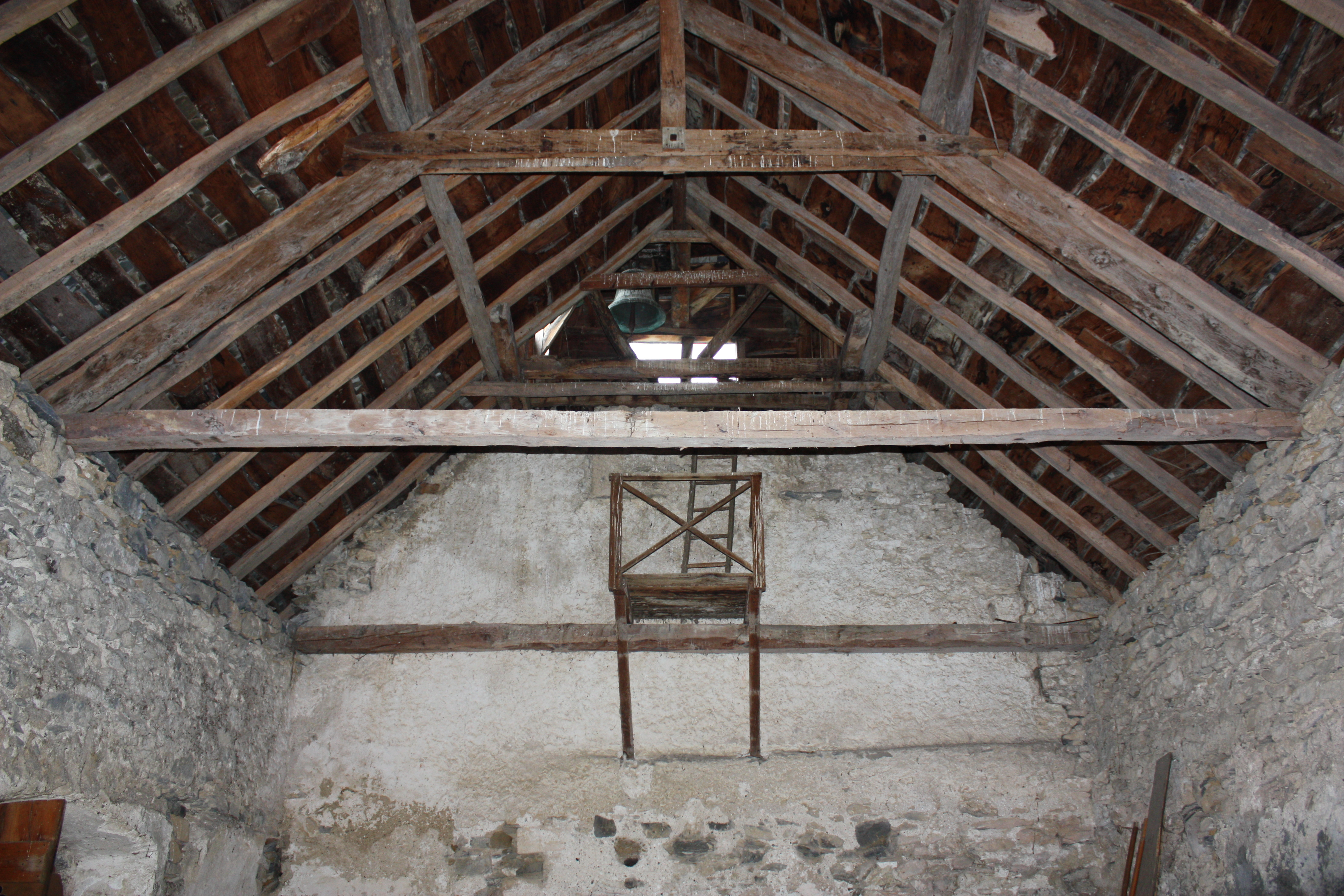
La charpente apparente, en vaisseau renversé, témoigne de l'ancienneté de cette église.
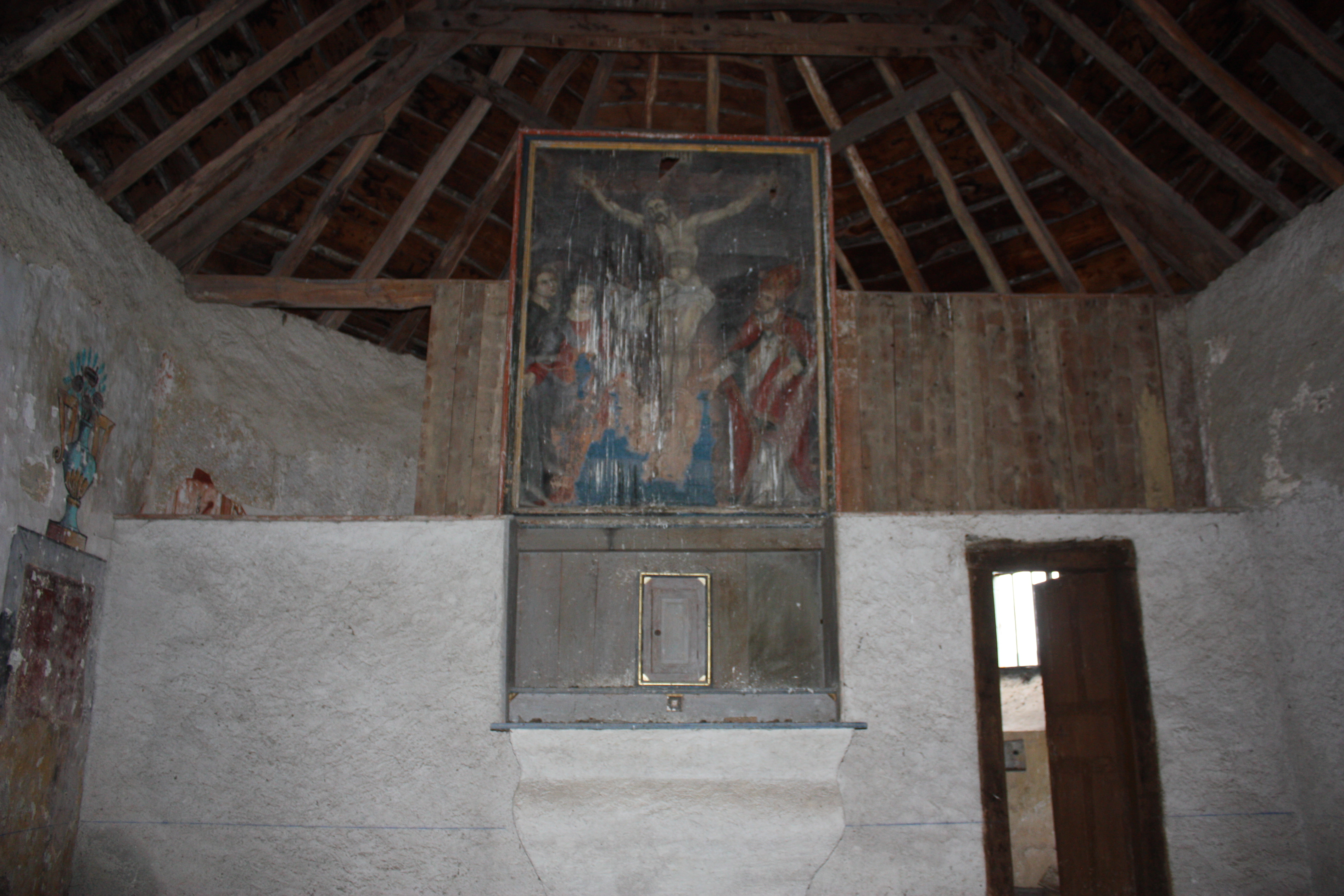
L'autel de l'église. Au-dessus se trouve une très belle peinture assez abîmée.
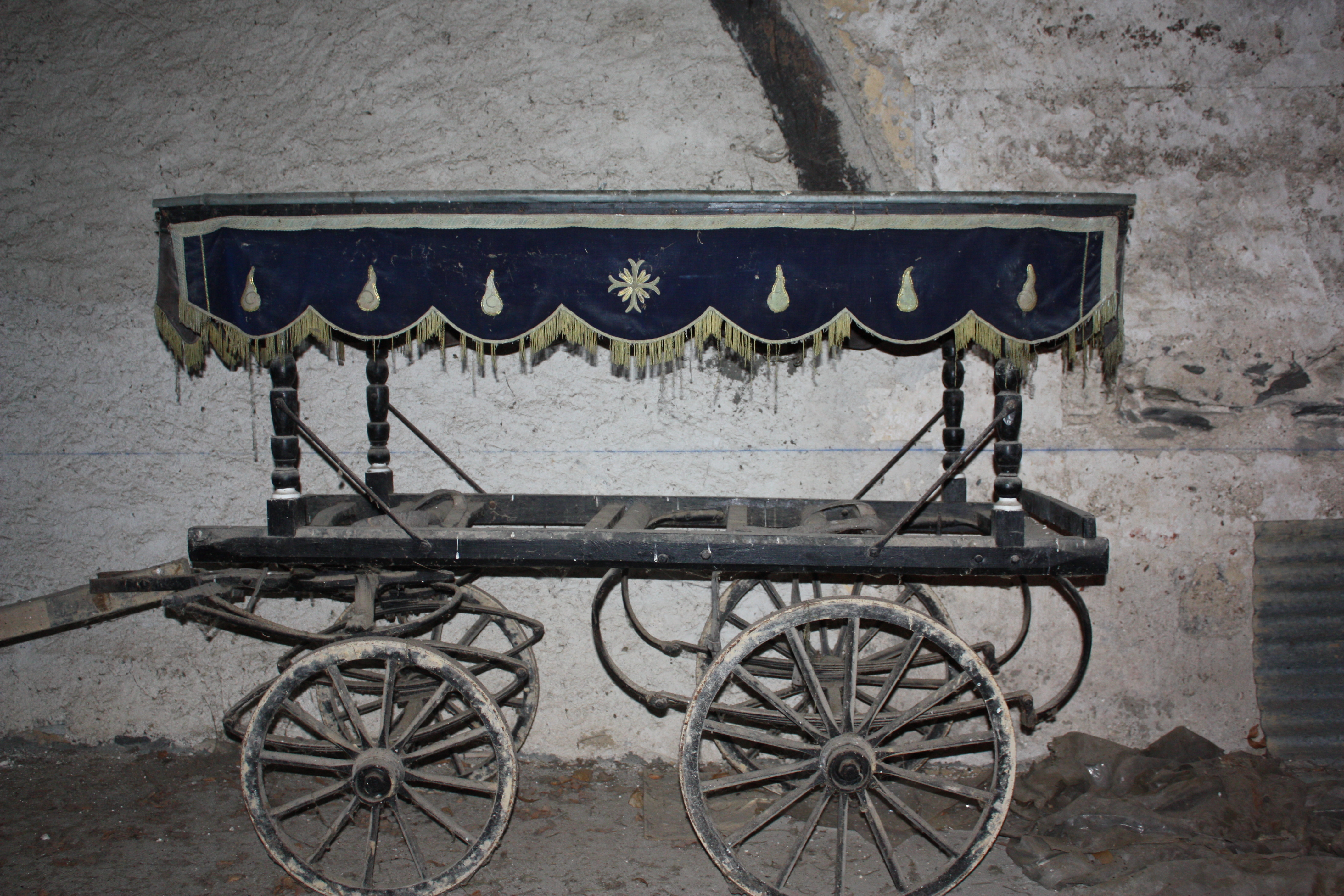
L'ancien corbillard de Laborde.
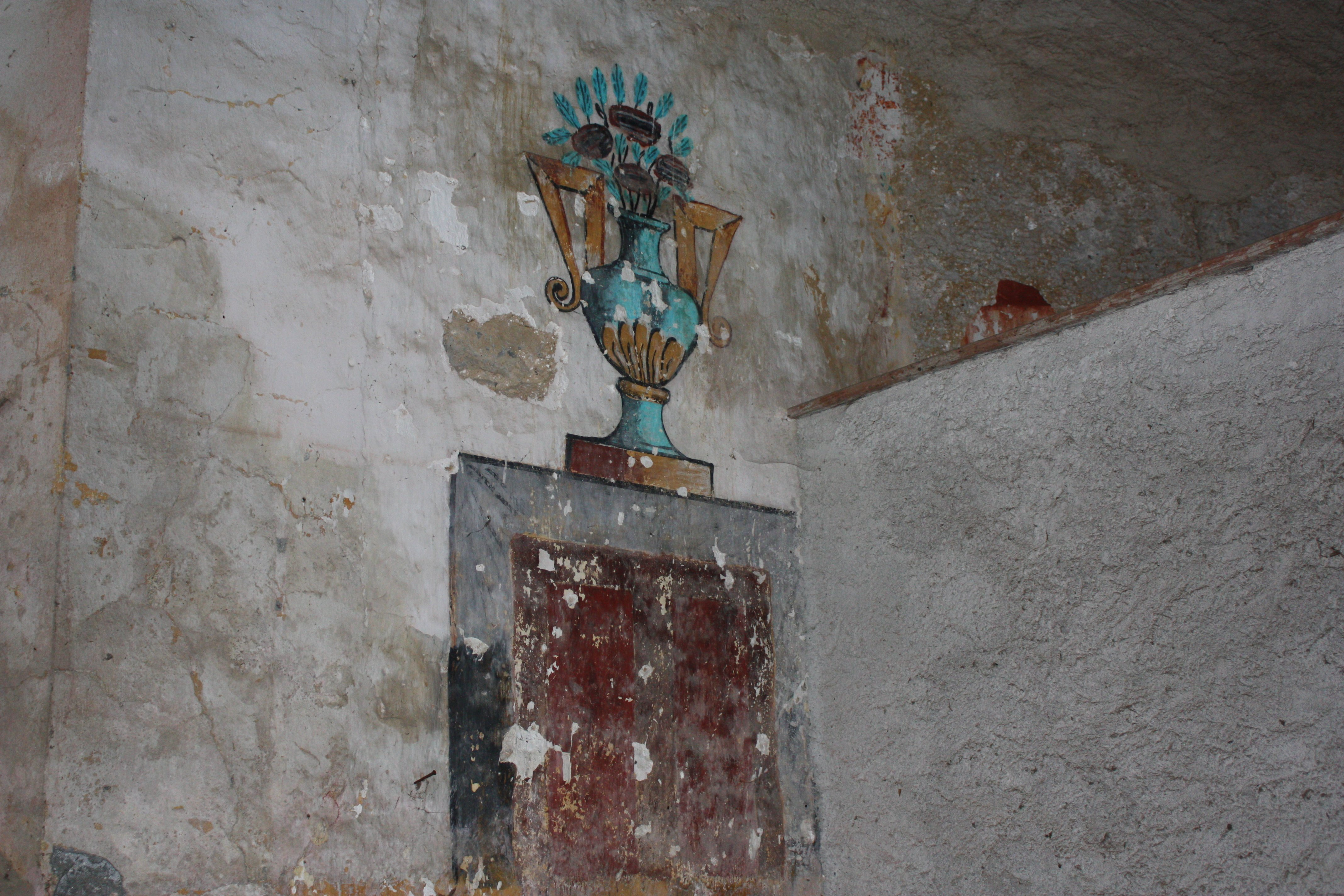
L'une des fresques que l'on peut trouver sur les murs de l'église.
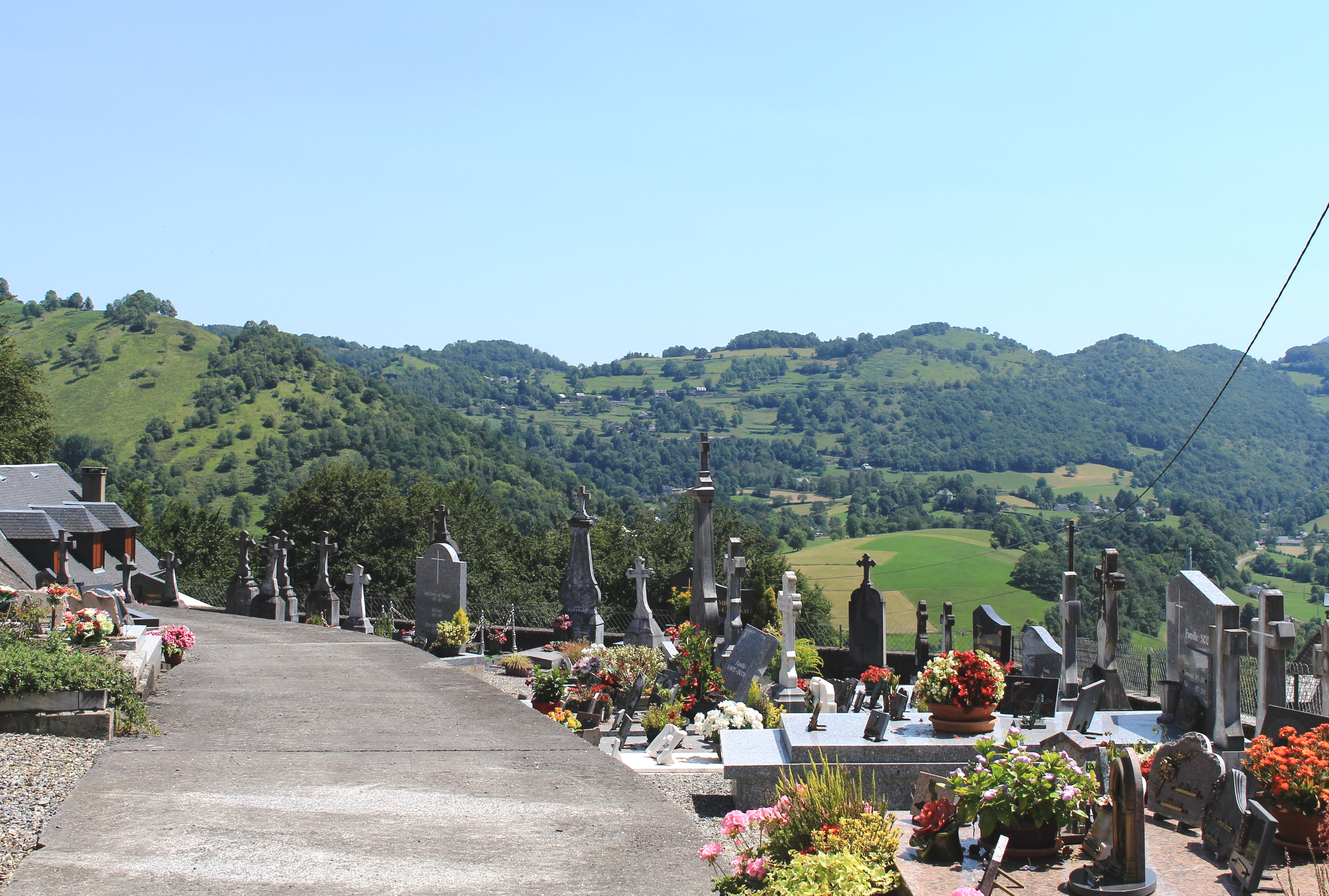
Le cimetière.

### L'exploitation du buis[45]
Bien avant le XXe siècle, on exploita le buis des Baronnies pour l'envoyer au Jura. En 1907, un projet de ligne de chemin de fer Tournay-Bulan manqua de peu d'aboutir. Après 1918, les expéditions de buis pour le Jura atteignirent le chiffre de soixante wagons par an. En montagne, des tâcherons abattaient et dégrossissaient le buis, puis le descendaient à Arrodets. Là, il était chargé sur des chars tirés par des bœufs, et on l’embarquait à la gare de Tournay, distante de 25 kilomètres.

Pendant ce temps-là, l'industrie locale essayait tant bien que mal de subsister.

### Festivités
Saint patron : Saint-Martin, fêté le 11 novembre

### Personnalités liées à la commune
- Louis Cazalas

#### André Claverie[46]
André Claverie était l'un des tout derniers représentants de ces tourneurs sur bois qui proliféraient aux XVIIIe et XIXe siècles. Il avait une prédilection pour le buis, le bois sacré. Le petit arbre à feuilles vernissées pousse à foison dans la végétation dantesque des Baronnies.
Paysan, artisan, réputé pour son franc parler, André Claverie travaillait le buis depuis l'âge de 12 ans. Aujourd’hui, en quelque sorte, c’est le tourneur Cyril Larrouy qui a pris la relève au village.

### Héraldique
| Blason | Blasonnement : D'or à une tige arrachée de chardon au naturel, fleurie de 3 pièces et feuillée de 2 ; au chef d'azur chargé d'un roc d'échiquier accosté de 2 bêches, celle de dextre en bande et celle de senestre en barre, le tout d'or. Commentaires : Blason officiel vérifié auprès de la mairie. |